# Селетська культура
Селетська культура — археологічна культура початку пізнього палеоліту.
У верхньому палеоліті не тільки збільшується густота населення, але й розширюється людська ойкумена, охоплюючи нові області на півночі і північному сході Європи і підіймаючись в гірські райони. Виділяється ряд культур, які або змінюють одна іншу, або співіснують на різних територіях протягом від 40 до 10 тис. років тому. Основними з них є оріньякська, граветська, солютрейська і мадленська культури.

## Хронологічні межи
Селетська культура склалася на початку інтерстадіалу Вюрм I—II, або трохи раніше. Її рання стадія тривала в умовах м'якого клімату, а розвинена — сухішого. 
Початок Селетської археологічної культури датується часом близько 40 000 років до н.е. 
Кінець датується приблизно 28 000 роками до н.е.

## Назва
Культура отримала назву від печери Селета (Szeleta) в горах Бюк на заході Угорщини.

## Поширення
Поширена на території Угорщини, Чехії, Словаччини, південно-західної Польщі й в українському Криму (стоянка Буран-Кая). Вплив її простежується також у ряді місць на території Румунії і Болгарії. 

## Вироби
Характеризується кременевими листоподібними наконечниками списів з двосторонньою обробкою, мустьєрськими шкребками, пережитками левалуазської техніки розколювання каменя. Характерні листоподібні наконечники списів і дротиків, двосторонньо оброблені, виконані плоскою ретушшю. Зберігаються окремі види мустьєрських знарядь, зокрема листоподібні шкрябалки.

## Господарство
Полювання і збирання.

## Зв'язок з іншими культурами
Селетська культура розвинулася в основному з місцевої мустьєрської культури, частково співіснувала з оріньякською культурою, змінилася граветськими культурами. З приходом в Європу з Передньої Азії сучасної людини на місці мустьєрської культури утворилися і співіснували з селетською культури новоприбулих (оріньякська культура) і культури, базовані на пізній мустьєрській практиці.